# Moschiola
Moschiola Gray, 1852 è uno dei tre generi in cui viene suddivisa la famiglia dei Tragulidi. Le specie ad esso appartenenti vivono nelle foreste di India, Sri Lanka e, forse, Nepal, e, diversamente dagli altri membri asiatici della famiglia dei Tragulidi, appartenenti al genere Tragulus, hanno la regione superiore segnata da macchie o strisce di colore chiaro.

## Tassonomia
Originariamente, al genere Moschiola veniva attribuita una sola specie, ma nel 2005 questa è stata suddivisa in tre specie separate:
- Moschiola indica (Gray, 1852) - tragulo macchiato indiano;
- Moschiola kathygre Groves e Meijaard, 2005 - tragulo a strisce gialle;
- Moschiola meminna (Erxleben, 1777) - tragulo macchiato dello Sri Lanka.